# Bertrand Deckers
Pour les articles homonymes, voir Deckers.
 (octobre 2022).
Si vous disposez d'ouvrages ou d'articles de référence ou si vous connaissez des sites web de qualité traitant du thème abordé ici, merci de compléter l'article en donnant les références utiles à sa vérifiabilité et en les liant à la section « Notes et références ».
Bertrand Deckers est un journaliste, écrivain, chroniqueur et animateur de télévision et de radio belge né le 19 novembre 1985 à Seraing (Belgique). Passionné par les familles royales, il intervient régulièrement dans des émissions du paysage audiovisuel belge et français.

## Biographie

### Famille et enfance
Bertrand Deckers est né le 19 novembre 1985 à Seraing en Belgique dans une famille modeste.
Dès son plus jeune âge, il se passionne pour l’actualité des têtes couronnées. Le 6 septembre 1997, à 11 ans, il assiste, à la télévision, aux obsèques de Lady Diana. Il confie alors à son entourage que plus tard, il sera « journaliste chez les rois ». L’animateur Stéphane Bern devient pour lui une figure de référence.

### Carrière

#### Presse écrite
En 2008, il rejoint les équipes du mensuel Royals, magazine belge spécialisé dans l’actualité des têtes couronnées. Parallèlement, Bertrand Deckers collabore aussi aux mensuels Têtu, L’Éventail et L’Évènement. Il signe également des articles et reportages pour Le Soir Mag, Sagas du Monde et Jours de France.

#### Radio et télévision
Le 29 avril 2011, il commente le mariage du prince William et de Catherine Middleton aux côtés de Faustine Bollaert sur Europe 1.
Le 2 juillet 2011, il commente avec Régine Salens le mariage du Prince Albert II de Monaco et de Charlène Wittstock sur la RTBF.
Bertrand Deckers présente à partir du mois de juin 2020 la chronique « Royal People » diffusée dans les journaux télévisés du week-end sur la chaîne du câble Non Stop People.
En avril 2021, il est invité pour la première fois sur le plateau de Touche pas à mon poste ! sur C8 présentée par Cyril Hanouna. Depuis, il intervient régulièrement dans l'émission pour évoquer l’actualité royale. Il participe également en 2022-2023, de façon ponctuelle, à TPMP People présenté le samedi par Matthieu Delormeau sur la même chaîne[pertinence contestée].
Il est aussi régulièrement l'invité de l'émission Exclusif, présentée par Tatiana Silva sur RTL-TVI (télévision belge)[source secondaire souhaitée].
En avril 2023, il est nommé chroniqueur royal pour la chaine C8 chargé de la présentation des documentaires sur la royauté.
Il rejoint au printemps 2024 l'équipe de l'émission Place Royale sur RTL-TVI où il joue le rôle de l'expert décalé qui décrypte l'actualité.
Il officie depuis deux saisons sur la chaine d'info CNews avec le titre de "chroniqueur royal" et, chaque dimanche matin, à 7h45, il délivre une chronique hebdomadaire sur les têtes couronnées.
Il présente en 2022-2023, sur W9, des documentaires de la collection ''Familles royales : secrets et scandales'' comme : ''Charles III, enfin roi'' ; ''Espagne : une monarchie au bord du précipice'' ; ''Albert et Charlène de Monaco : un couple dans la tourmente'' ; le 3 mai 2023, la chaîne diffuse ''Harry et Meghan : le grand déballage !''
Le 6 mai 2023, il couvre pendant près de sept heures en direct le couronnement de Charles III et de Camilla Parker Bowles sur Cnews.
En 2024, il anime des documentaires sur C8 tels que Kate et William, anges ou démons ?, Espagne : la couronne de tous les scandales ou encore Charles III : le roi maudit et Monaco : la saga des Grimaldi.
En 2024, il est candidat dans Un dîner presque parfait sur W9, lors d'une semaine qui a pour thème « Voyage dans le temps ».
De septembre à décembre 2024, il est chroniqueur « royal » dans Face à Hanouna sur C8.

## Publications

### Ouvrages de Bertrand Deckers
- Jeremstar, star à tout prix, Textes Gais, mai 2010.
- Les grandes amoureuses du Gotha, Express Roularta Éditions, mai 2011.
- Les folies amoureuses qui ont fait l'Histoire, Express Roularta Éditions, juin 2012.
- Les Romanov, Éditions Pygmalion, mars 2015.
- I love Elizabeth II, Robert Laffont, novembre 2022[10].
- Mon petit dictionnaire de la royauté, Robert Laffont, novembre 2023[11],[12].
- Kate, le jour où..., Fayard, juin 2025,

### Postface
En mai 2022, il postface la biographie Majesté, le règne d'Elizabeth II écrite par Bertrand Meyer-Stabley et parue aux éditions Pygmalion. Bertrand Deckers confie avoir été influencé pendant son adolescence par ses livres sur le Gotha[réf. nécessaire].

## Reconnaissance
Le 3 mai 2024 il est élu 3eme dauphin lors de la finale des meilleurs articulateurs belge de langue française lors des chorégies de Piémont sur Azette.  
Dans son édition du 26 mai 2022, le magazine Ciné Télé Revue le classe dans « les conteurs royaux préférés des Belges » avec Stéphane Bern, Thomas de Bergeyck et Patrick Weber.
À l'issue de la saison 2021-2022 de l'émission Touche pas à mon poste ! sur C8, le site web du Figaro organise un sondage sur les chroniqueurs préférés des téléspectateurs du talk-show. Bertrand Deckers se classe en huitième position, juste derrière Valérie Benaïm[pertinence contestée].